# 조지 패짓 톰슨
조지 패짓 톰슨 경(Sir George Paget Thomson, FRS, 1892년 5월 3일 ~ 1975년 9월 10일)은 영국의 물리학자로서 전자에 의해 굴절된 결정내에서의 상호간섭 현상을 실험적으로 증명하여 1937년에 클린턴 조지프 데이비슨과 함께 노벨 물리학상을 수상했다.
1943년 Knight Bachelor(기사작위)에 서임되었다.

## 생애
그는 영국 케임브리지에서 1892년 5월 3일에 태어났다. 톰슨은 케임브리지 대학교의 트리니티 칼리지 수학과에 입학하였으나 1차 세계대전 때문에 케임브리지에서 학업이 잠시 중단되기도 했다. 그 후, 그는 애버딘 대학에서 일했고, 1930년부터 1952년까지 런던 임페리얼 칼리지의 (Imperial College) 물리학 교수였다. 1952년에 그는 케임브리지 대학교 코퍼스 크리스티 칼리지의 학장이 되었다. 조지 패짓 톰슨은 1975년 9월 10일에 사망하였다.
그의 아버지 조지프 존 톰슨은 1906년에 노벨 물리학상을 수상한바 있다.

## 같이 보기
- 물질파
- 핀치 (물리학)